# Галерея
Галере́я (фр. galerie, от итал. galleria) — вытянутое в длину крытое помещение или переход между частями здания или соседними зданиями.
В галерее обычно одну из продольных стен заменяют колонны или столбы, а иногда ещё и балюстрада. Происходит из итальянского языка, где означает церковная паперть.
Галереи в виде дворцовых залов с одной стеной в виде сплошного ряда больших окон появились в начале XVI в. и особенно распространились в стилевую эпоху барокко. Противоположная окнам глухая, как правило, стена, использовалась для размещения произведений живописи и скульптуры, что давало хорошее естественное освещение.
Удобство размещения экспозиций в галереях привело к тому, что галереями стали называть художественные музеи или их части вообще, без привязки к архитектурным особенностям.
Современная архитектура продолжает активно использовать галереи.

## Художественная галерея
Галереей также может быть длинный зал, осветленный большими окнами. Глухая продольная стена напротив окон как правило украшалась гобеленами, многочисленными картинами, небольшими скульптурными произведениями. Термин галерея со временем стал употребляться для соответствующего типа зданий с государственными и частными собраниями живописных работ, художественными коллекциями.

## Другие значения
- Галереей также называют верхний ярус зрительного зала (галёрка), в котором обычно находятся самые дешёвые места, что связано с первоначальным значением слова.
- Фотогалерея — галерея фотоснимков, размещённых на интернет-странице (также см. Фотогалерея имени братьев Люмьер).
- Галерея — плоскопараллельный поток жидкости